# José Roselli
José Pedro Roselli – piłkarz urugwajski grający na pozycji napastnika.
Jako piłkarz klubu Sud América Montevideo wziął udział w turnieju Copa América 1937, gdzie Urugwaj zajął czwarte miejsce. Roselli zagrał w czterech meczach – z Peru, Chile (w drugiej połowie zastąpił Oscara Chiriminiego), Brazylią i Argentyną.